# Galeosoma vandami
Galeosoma vandami là một loài nhện trong họ Idiopidae.
Loài này thuộc chi Galeosoma. Galeosoma vandami được J. Hewitt miêu tả năm 1915.